# 제천 중전리 고가
제천 중전리 고가(堤川 中田里 古家)는 충청북도 제천시 금성면 중전리에 있는 [[조선시대] 19세기 중엽에 지은 것으로 보이는 부농 계층의 옛집이다. 1981년 5월 1일 충청북도의 유형문화재 제86호 금성 중전리고가(錦城 中田里古家)로 지정되었으나, 2013년 1월 18일 현재의 문화재 명칭으로 변경되었다.

## 개요
19세기 중엽에 지은 것으로 보이는 부농 계층의 옛집이다. ㄱ자 모양의 안채와 ㄴ자 모양의 사랑채로 구성된 튼 ㅁ자형이다.
안채는 앞면에서 볼 때 사다리꼴을 한 우진각지붕집으로, 퇴칸이 없는 일반적인 구성 방식을 따르고 있다. 사랑채는 초가로 일반적인 농가의 사랑채 평면을 보이고 있는데, 건넌방 앞에 살림방을 둔 것이 특이하다.
대문간에는 내외담을 설치하여 밖에서 안마당이 직접 보이지 않으면서 꺾어 돌아 들어가도록 하였는데, 이는 우리나라 주택의 특징이다. 안마당과 사랑마당은 대문을 통해서만 연결되도록 사랑방 옆에 담장을 둘러 구분하였고 편의를 위하여 쪽문을 두었다.

## 참고 자료
- 제천 중전리 고가 - 국가유산청 국가유산포털